# Cecilio Madanes
Cecilio Madanes (Ucrania, 2 de diciembre de 1921 - Buenos Aires, 2 de abril del 2000) fue un director, escenógrafo y productor argentino. Muy activo en las décadas de 1950 y 1960, fundó el teatro Caminito.

## Carrera
Comenzó estudiando Bellas Artes en la Escuela Nacional de Bellas Artes Prilidiano Pueyrredón, hasta que una obra escolar le despertó la vocación teatral:

«Descubrí una obra anónima en la revista Sur que dirigía Victoria Ocampo, La farsa del licenciado Patelín, que me pareció muy divertida.»

Dicha obra se representó en los teatros Alvear y Cervantes.
En 1947 recibió una beca de Francia para continuar sus estudios teatrales en París. Si bien la beca era por ocho meses, Madanes terminó estableciéndose en Francia por ocho años, durante los que conoció a Jean Cocteau y Georges Braque, y estudió en el Conservatorio de Arte Dramático de París, con Louis Jouvet. Producido el golpe de Estado de 1955 y bajo el régimen autodenominado Revolución Libertadora, se aplicó  criterios de persecución política, uno de los primeros despedidos fue Madanes, con la dictadura importantes figuras artísticas y del espectáculo son desaparecidas de los medios y las carteleras, entre ellas Hugo del Carril, Ana María Lynch, Fanny Navarro, Elina Colomer, Tita Merello, etc.

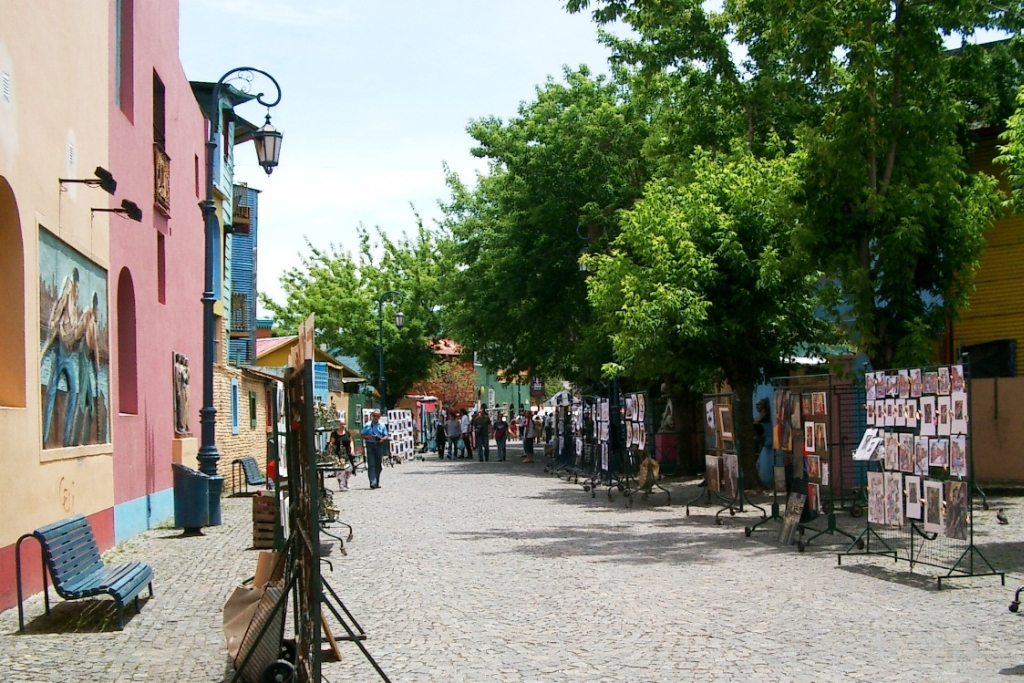
Caminito, escenario del teatro callejero de Madanes.

Fue el creador del Teatro Caminito, una experiencia de teatro callejero en el barrio de La Boca, que se extendió entre 1957 y 1973. Se presentaron piezas de Shakespeare, Molière y García Lorca, entre otros, con la participación de importantes actores argentinos como Aída Luz, Jorge Luz, Beatriz Bonnet, etc.

«De mí surgió la idea, pero fue la concreción de una suerte de magia colectiva en la que participamos desde autores, actores y técnicos hasta vecinos de La Boca (...) es lo más importante que haya hecho en mi existencia.»

Trabajó también en televisión, en el Canal 7, donde realizó ciclos de teatro y llegó a ser responsable de la programación general.
Entre otras obras de teatro, dirigió:Estrellas en el Avenida (en 1961, con la actuación de Tita Merello, Tato Bores, Hugo del Carril y María Antinea), Amadeus, Las amistades peligrosas (con Oscar Martínez y Cecilia Roth), y Equus, que lanzó a la fama a Miguel Ángel Solá.
En el período entre 1983 y 1986, fue director del teatro Colón. En su gestión intentó ampliar la oferta para lograr una mayor concurrencia de público acostumbrado a la ópera.

«Luego vino el Teatro Colón: Hice todo lo que pude. Opera para niños, espectáculos al aire libre, Julio Bocca bailando en una plaza... Cosas que no eran habituales en ese momento y lo pasaron a ser después.»

En 1984 actuó en la película Camila (película argentina nominada al Óscar), de María Luisa Bemberg.
Falleció en 2000 a causa de leucemia.

## Selección de obras dirigidas
Piezas teatrales
- 1957  Los chismes de las mujeres de Carlo Goldoni, Teatro Caminito.
- 1958  La zapatera prodigiosa de Federico García Lorca, Teatro Caminito.
- 1960  Así es la vida de Malfatti, Teatro Odeón.
- 1961  Las picardías de Scapin de Molière, Teatro Caminito.
- 1961  Estrellas en el Avenida con Tita Merello, Hugo del Carril y otros.
- 1962 a 1963 Las de Barranco de Gregorio de Laferrère, Teatro Caminito y gira.
- 1964 a 1965  La pérgola de las flores de O. Flores, Teatro Caminito/Teatro Avenida.
- 1964  Los millones de Orofino de Eduardo Labiche, Teatro Caminito/Teatro Municipal General San Martín.
- 1965 a 1966 Una viuda difícil de Conrado Nalé Roxlo, Teatro Caminito.
- 1969 a 1970 Sueño de una noche de verano de William Shakespeare, versión de Manuel Mujica Lainez y Guillermo Whitelow.
- 1974  Locos de verano de Gregorio de Laferrère, Teatro Nacional Cervantes.
- 1976 a 1979 Equus de Peter Shaffer con Duilio Marzio y Miguel Ángel Solá.
- 1976  Anillos para una dama de Antonio Gala con Nati Mistral.
- 1980  Doña Rosita la soltera de Federico García Lorca con Thelma Biral.
- 1983 Amadeus de Peter Shaffer con Carlos Muñoz, Oscar Martínez y Leonor Manso, Teatro Liceo.
- 1995  Las amistades peligrosas  de Choderlos de Laclos con Oscar Martínez y Cecilia Roth.

Ópera y zarzuela
- 1965 La Traviata de Giuseppe Verdi con Anna Moffo, Teatro Colón.
- 1966 Manon Lescaut de Giacomo Puccini con Montserrat Caballé y Richard Tucker, Teatro Colón.
- 1966 La verbena de la Paloma de Tomás Bretón, Teatro Avenida.
- 1968 La zapatera prodigiosa de Juan José Castro, Teatro Colón.
- 1974 Juana de Arco en la hoguera de Arthur Honegger, Teatro Colón.
- 1974 Die Fledermaus (El murciélago) de Johann Strauss, Teatro Colón.
- 1975 Luisa Fernanda de Federico Moreno Torroba, Teatro Avenida / Teatro Colón.
- 1981 Romeo et Juliette de Charles Gounod, Teatro Colón.
- 1992 Falstaff de Giuseppe Verdi, Teatro Colón.

## Premios y distinciones
- 1989 Premio Konex Música Clásica - Diploma al Mérito
- 1995 Ciudadano ilustre de la Ciudad de Buenos Aires